# Cynocefal
Cynocefal lub Psiogłowy (gr. κῠνοκέφᾰλοι) – termin oznaczający „psią-głowę”, stosowany do określenia mitologicznych stworzeń o korpusie człowieka i głowie psa.

## Starożytność
Według legend i opisów Cynocefale lub Psiogłowi mieli ludzkie ciało zakończone psią głową. W IV wieku przed naszą erą grecki historyk i lekarz Ktezjasz napisał szczegółową relację o cynocefalach w dziele O Indiach (Ἰνδικά Indika). Pierwowzoru stworzeń niektórzy badacze doszukują się w postaciach z panteonu bogów starożytnego Egiptu, którymi mają być Hapi (syn Horusa) lub Anubis, egipski bóg zmarłych przedstawiany z głową szakala.
Pliniusz w dziele Naturalis Historia opisał ich jako lud żyjący w górach Indii. Psiogłowi mieli porozumiewać się za pomocą szczekania, żyć w grotach i ubierać się w zwierzęce skóry. Według opisów byli dobrymi myśliwymi, używającymi oszczepów, łuków i mieczy.

## Średniowiecze
Źródła średniowieczne opisywały tę rasę w sposób bardziej przerażający odbiorców, jako wyposażonych w wielkie szczęki i ognisty oddech. W części źródeł opisywani są także jako kanibale. W drugiej połowie IX wieku brytyjski mnich Ratramnus stworzył pracę opisującą Psiogłowych, w której opisał ich jako istoty w pełni ludzkie, nadające się do ochrzczenia jako potomkowie biblijnego Adama. Marco Polo lokalizował kraj Psiogłowców na Andamanach.
Podania o Psiogłowych pozostały w świadomości społecznej i kulturze także w następnych stuleciach. W tym micie może mieć źródło mit o wilkołaku.

## Święty Krzysztof

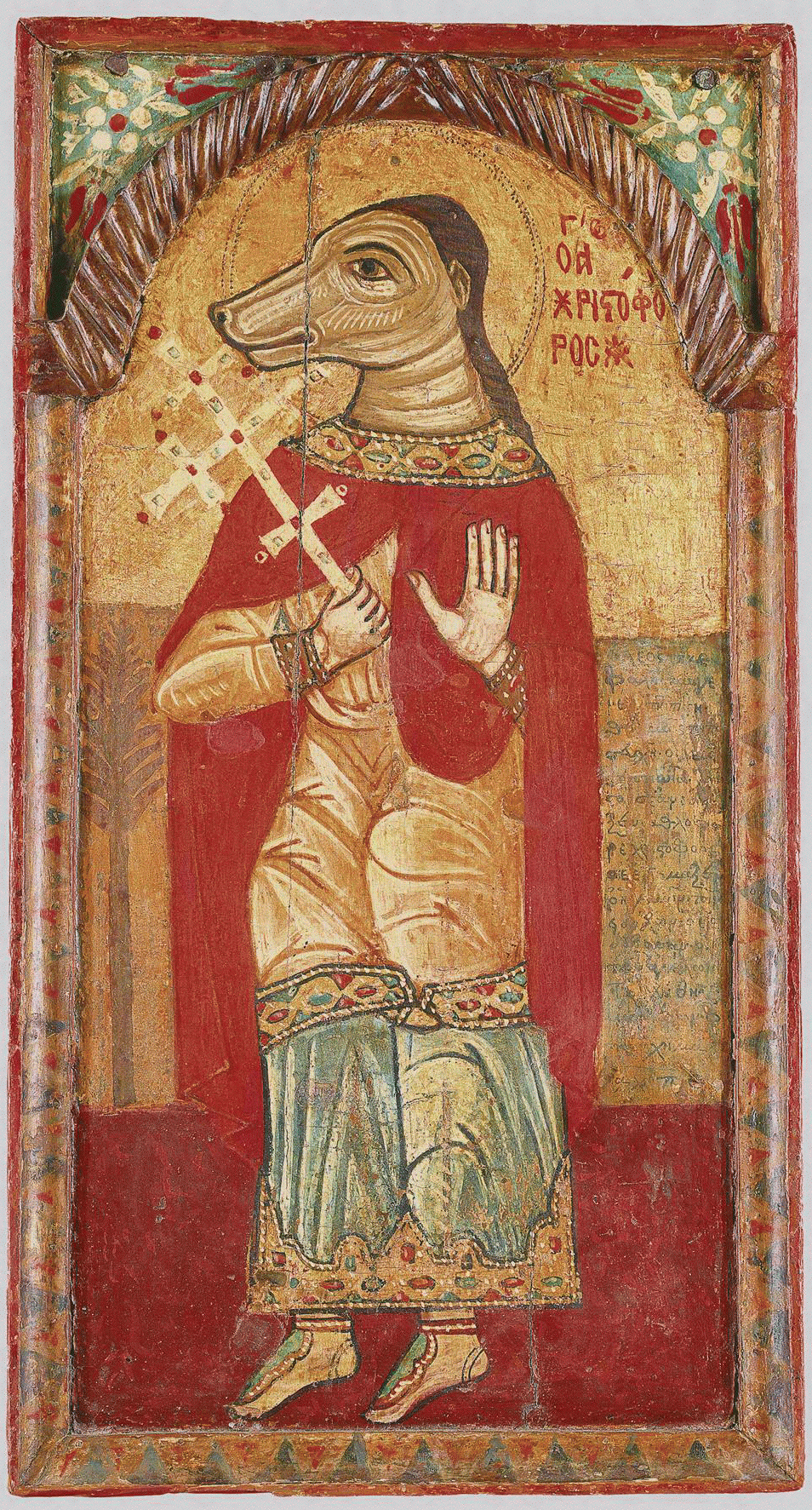
Psiogłowy św. Krzysztof na ikonie z ateńskiego muzeum

Św. Krzysztof jest w chrześcijaństwie patronem podróżników i marynarzy. W angielskiej, bułgarskiej, greckiej i irlandzkiej tradycji ludowej był czasem przedstawiany jako olbrzym z psią głową, który przenosił podróżnych przez rzekę. Tak przedstawiany jest w staroangielskiej Pasji św. Krzysztofa, gdzie nazywany jest przedstawicielem rasy o długiej szczęce, ostrych zębach i błyszczących oczach oraz mieszkańcem kraju kanibali i ludojadów.
Według legend irlandzkich Krzysztof urodził się jako psiogłowy olbrzym, poganin o imieniu Reprobus. Wyrażać miał jednak skruchę z powodu swego pochodzenia, a po ochrzczeniu wielką radość z przemiany w człowieka. Z czasem wersja o psiej głowie uległa zatarciu. Już w X wieku Walter ze Spiry pisał o Krzysztofie, że pochodził z ludu Cynocephali, różnego w mowie i wyglądzie od innych ludzi. Z czasem Krzysztof był przedstawiany jedynie jako olbrzym. Odmiennie na terenie Rosji i Finlandii podania mówiły o wyjątkowej urodzie św. Krzysztofa. Chcąc uwolnić się od zalotów dziewcząt, Krzysztof poprosił Boga o oszpecenie, a ten w odpowiedzi obdarzył go twarzą psa.
Innym świętym chrześcijańskim o psiej głowie miał być także św. Merkuriusz, zaś św. Guinefort był psem, którego ludność południowej Francji uznała za męczennika.